# 锐剌拟溪蟹
锐剌拟溪蟹（学名：Parapotamon spinescens）为溪蟹科拟溪蟹属的动物。在中国大陆，分布于云南等地，多见于淡水湖、池中。